# ガイア・ギアの登場兵器
ガイア・ギアの登場兵器では、小説・ラジオドラマ作品『ガイア・ギア』に登場する架空の兵器について解説する。

## 概要
『ガイア・ギア』の世界では、大型の人型機械マン・マシーンが主力兵器となっている。作品に登場する兵器には、主にメタトロンと地球連邦軍およびマハの2系統がある。小説とラジオにおける設定の違いなどについては各項目で説明する。

## デザイン
マン・マシーンおよびその他全ての兵器のデザインは、ゾーリン・ソール（改修前）を除き、すべて伊東守が手掛けた。原作者の富野由悠季からは仕事が暇な時にはたくさんの修正が送られてきたが、基本的には伊東の自由に描いている。
マン・マシーンのデザインのモチーフは航空機や自動車などで、工業製品をイメージしている。もともとは小説の挿絵であるため、あえて制作当時のアニメの技術では動かせないような複雑な形状にしている。
戦艦はひと目見てそれと分かるような形にデザインしたが、その砲塔は『宇宙戦艦ヤマト』のようにビーム砲なのに砲身があるものにすることは避けた。

## メタトロン

### ガイア・ギアα
『ガイア・ギア』とは、『シャア存続計画』を推し進めるズィー・ジオン・オーガニゼーション（以下、ズィー機関）によって極秘裏に開発されたマン・マシーンの最先端メカニズムの総称。
『ガイア・ギア』の「ガイア」は「地球という大地」、「ギア」は「つなげるもの」を意味し、『ガイア・ギア』が「地球」を「地球の存在を許容する宇宙」あるいは「地球に生息する命あるもの全て」に繋げるマシーンであってほしいという命名者シャア・アズナブルの理想が込められている。
ガイア・ギアα（アルパ）は、その"ガイア・ギアシリーズ"の製造ナンバーα、すなわち1番目の機体であり、劇中では唯一のガイア・ギアである。アフランシ・シャアの専用機として設計・開発されたメタトロンの超高性能の試作機である（開発コード：α000-0001）。
アルパは、機体各部がユニット化されたモジュール構造になっており、各々のユニットは可動フレームによって接続され、各ユニットの位置関係を組み替えることで、「PHASE1」と呼ばれる人型から、「PHASE2」と呼ばれる飛行形態へと移行する。この変形により、アルパはオプション装備無しでの大気圏再突入が可能となっている。またミノフスキー・クラフトシステムを搭載しており、ミノフスキー・フライトによってMS単体で大気圏内を自由に飛行できる。そしてミノフスキー・クラフトに高推力エンジンを組み合わせることにより、自力での衛星軌道への上昇も可能である。このような可変機はその複雑な機体構造から得てして整備性が悪く、機体の稼働率が低下しがちだが、モジュール構造による機体各部のユニット化により点検作業や部品交換が容易となったおかげで、アルパの整備性は意外なほど高い。
多数のオプションが用意されているのもアルパの特徴の一つで、サイコミュと大容量FCS（火器管制システム）の併用により、その火器運用能力は無限ともいえる多様性を持つ。
このように優れた機能を持つガイア・ギアαであるが、当然のことながらその製造コストは莫大であり、その性能を十分に引き出すためには高い能力を持ったパイロットが必要であるため、現状では限定されたパイロットのための例外的な超高級機としての位置にある。
本機のロールアウト後、ガイア・ギアβなどの発展・後継機が検討されたが、開発前に終戦を迎え、さらにメタトロンも解体されたためこの計画は設計段階で破棄された。そのため、アルパが現時点で唯一の「ガイア・ギア」シリーズの機体である。
装備・機能
コクピット
コックピットは、航空機型から人型に変形する際、内部で90度回転する。
コクピットブロックは透明の外殻を持ち、機体に発生するミノフスキー粒子を生かして「浮く」ことによりパイロットを衝撃から守っている。
コクピット・コアそのものがリニア方式で浮いており、コア内のシートは三重のショックアブソーバー（シートを支えているショックアブソーバー、コックピットをリニア方式で支えているアブソーバー、その支柱を保護するアブソーバー）で守られている。それら三重の緩衝システムはコンピューター・コントロールされている。
透明のキャノピーを持ち、操縦者は視界前面の下半分のみ風防ガラスを通して直接外部の視界が得られる。その他はマルチスクリーンの映像で、それ以外の情報は3次元バブルスクリーンに投影される。
フライング・フォーム
ガイア・ギアの変形形態。これにより大気圏突入と脱出、および大気圏内飛行が可能となる。大気圏突入と地球上での移動は、マン・マシーンの作戦行動にとって常に足かせとなる問題である。一般的なマン・マシーンでは、シャトル等の各種支援航空機を使用することで解決を図る場合が多いのに対し、ガイア・ギアαは飛行モードに変形することでその問題に対処している。
この形態では、両腕が中央の機体に平行に収容されていたが、ビーム・サーベル用のビームを発射出来る『柄』が機体の各所に配置されていた。それはサーベルとして使用するのではなく、接近戦の場合では、バリアー代わりもしくはシールド代わりに使う為である。アフランシは、ウルの乗るブロン・テクスターとの白兵戦で、各所に付けたビーム・サーベル用の発振器を拡散させるように発射しながら接触した。
フライング・フォームを形成するバック・ブロック部分はガイア・ギア本体と切り離す事が可能。しかし、本体に装備されているバーニアだけでは十分な推力は得られず、ミノフスキー・フライトの重力に対する反発力も不確かなものになってしまう。
ウイングバインダー
アルパがフライング・フォームに変形するための装備で、そのVG翼（可変後退翼）は航空機になった際の主翼部分。これにより大気圏内での飛行性能や巡行距離を向上させることが出来る。
左右1基ずつ熱核反応エンジンを搭載し、VG翼部分にはミノフスキー粒子発生装置が備えられている。飛行の際、翼部分は揚力を得るほかにIフィールド制御を行ってミノフスキー・クラフトによる推進力を発生させている（むしろ揚力よりこちらの方が主な役割）。これは、後述するミノフスキー・バリアーの制御機構も兼ねている。それによって、航空機形態のまま高高度まで上昇し、ブースターを使用せずに独力で大気圏脱出することが可能である。
中央部は背中の装甲とウイングやボンバーポッドのマウント部分を兼ねる装備。変形して航空機形態になった際には垂直尾翼周辺のブロックにレイアウトされる。
モーター・ボード
ガイア・ギアの長距離飛行用の支援機器。使用の際は、脚にドッキングさせる。
武装としてミサイルが装備されている。ミサイル内部にはサンド・バレルが内蔵されており、ある一定の空域に散弾のように展開させる。
ダミー
100個近いダミーを放出する事が可能である。
熱核反応エンジン
左右ウイングバインダーと両脚に各1基ずつ、計4基の大出力熱核反応エンジンを搭載し、熱核ジェット/ロケットエンジンとして使用する。
サイコミュ
コックピット周辺にはサイコフレーム方式のサイコミュ（脳波増幅器）を装備し、これによって直接パイロットの意思を駆動系に伝えることができるので、機体コントロールの追従性は極めて高い。さらにファンネルの使用も可能となっている。
ミノフスキー・クラフト/ミノフスキー・フライト
フライング・フォームで大気圏内を飛行する際、ミノフスキー粒子発生装置を持つウイングによるIフィールド制御で飛行能力を補っている。
ミノフスキー・バリアー
ミノフスキー粒子を機体周辺に放出するバリアー。劇中では、ビーム・バリアーとも表現される。
ミサイルの信管を誤作動させて、爆発させる事が可能。確率は低いが、ミサイルが一発でも爆発すれば、近くにあるミサイルを誘爆させる効果もあるが、爆発そのものを跳ね返すほど便利ではない。
一種の散弾であるサンド・バレルはバリアーに対して接触すると、爆発をした。
ファンネルに対して使用した際は、バリアーに接触したファンネルは次々に自爆していった。
大気干渉を打ち消す効果があり、マッハを超える際には、全身をバリアーで覆う。
最終決戦では、フライング・フォームに変形したまま使用。高速下で使用したミノフスキー・バリアーは戦闘によって至近に発生した電磁波とミノフスキー粒子に衝突して光を発し、ガイア・ギアαをあたかも光の鳥のように見せた。また、敵マン・マシーンの手にしていたビーム兵器の発するビームが、バリアーと干渉して爆発的な干渉波を引き起こしその衝撃で自爆するマン・マシーンもあった。
武装
ハイパー・メガ・ランチャー
カートリッジ式の長砲身の大型メガ粒子砲。メガ・ビーム・ランチャーとも呼ばれた対艦攻撃用兵器を小型化してマン・マシーンが携行出来るようにした物。
多目的ランチャー
ロケット弾・徹甲弾・榴弾など各種弾頭を発射可能なランチャー。
ビームライフル
カートリッジ式のビーム・ライフル。
ハンド・ビームガン
小口径のビームガン。
ハイパーバズーカ
大口径のバズーカ砲。
ビームサーベル
機体各部に装備される近接武装。フライングフォームではバリアーとして機能する。
バルカン砲
頭部に2門、フライング・フォームでの機首に4門搭載。
小説では、大気圏突入前にマハとの戦闘でフライング・フォームで使用、マハ・ゲイジスの牽制のミサイルを迎撃した。
ビームガン
機体の両腰に装備されているビーム砲。小口径ながら高出力のビームを発射する。フライング・フォーム時には機首下部に備えられて、主砲となる。
白兵戦では、出力を最小にしてサーベル状にして使用する事も可能。
サンド・バレル
機体の横部分にあるポッドから放出される重金属粒子が詰め込まれた細かい散弾。
タイミング次第では、敵のミサイルとビームに対して完璧なバリアーとなる。
ボンバーポッド
両肩の後ろ、バックパック両サイドの突起にはミサイルなど各種大型火器を収納でき、作戦により換装することで攻撃力を向上させる。
ファンネル・ミサイル
ミサイル型のファンネルを6基ずつ搭載したコンテナ。
小説では地球降下後の戦闘においてフライング・フォーム状態でファンネルを使用し、一瞬にして2機のマン・マシーンを撃墜した。
20mmガトリング砲
ウイングバインダーに装備可能。
空対地ミサイル
ウイングバインダーに装備可能。
4連装ロケットランチャー
ウイングバインダーに装備可能。
ECM・ECCMポッド
ウイングバインダーに装備可能。
サブミューニション
ウイングバインダーに装備可能。
劇中での活躍
小説版
地球に降下して初めての戦闘ではアフランシは手足を使わず、ヘルメットの脳波感知システムで機体を操っていた。
サイコミュの効果により、ガイア・ギアに搭乗している時のアフランシの感覚は極度に秀れたものになっていて、遠い距離にある『気』を感じ取る事が出来た。また、『気』や『意思の波動』というものとは違ったもっと漠然と広い感覚が、外界に存在する意思あるものの状態を感知していた。ケラン・ミードが搭乗している時は反応が無かったが、アフランシ・シャアが搭乗した際は作動させていないにもかかわらずサイコミュ反応がグレン・コールディル大佐と医者のクラッカワ・ナカガによって確認されている。メッサー・メットが登場した際には、味方機の突出する『気』を感知させた。メッサーの意識がサイコミュと連動して、表層意識に表れない部分で意思を伝達する光信号そのものの速度でメッサーの行動を決定していた。ガイア・ギアのメカニカルなシステムが呼応して、メッサーの意思を核にしたマン・マシーンは一個の肉体に化していた。ガイア・ギアのサイコミュはアフランシのリアクションをデータとして蓄積していた。メッサーの乗ったガイア・ギアの驚くべき動きは、アフランシのリアクションをサイコミュが学習して、メッサーによって開花したのだとジョー・スレンは結論付けた。
ヘラスにおけるクリシュナ奪還の際、不利を悟ったケランが無断で出撃させる。アフランシはこのマシーン自体が、自分を導いていると感じていた。それはパイロットの意思でもなければ、アルパを制作した者達の力でもなく、このマシーンの存在を許容し、扱おうとする大きな意思が導いていたのである。地球降下作戦前にアフランシの専用機となるが、機体のサイコミュにアフランシ自身が取り込まれている。降下作戦、リエージュ上空での戦闘、ホンコン・マハ迎撃戦など常にメタトロンの主力であったが、リーダーの任に専念するためメッサーにその座を譲る。メッサーがウルのブロン・テクスターを鹵獲し、そちらに乗り換えた後は再びアフランシが搭乗する。
最終作戦では、フライング・フォームに変形しミノフスキーバリアーを展開したまま加速しながら戦線に突進。偶然ではあるがマハ・ゲイジスの前衛のマン・マシーン部隊のビーム攻撃がガイア・ギアのバリアーと接触して爆発的な干渉波が発生し、その衝撃から自爆させる等の戦果を挙げている。
続いてレエ・セイアスのドハディと交戦するジャンウェン・フーのギッズ・ギースを撃墜。
さらにウル・ウリアンのギッズ・ギースと交戦し、フライング・フォームを形成するバック・ブロックで防御して、それが爆発する隙に本体を切り離してウル機撃破した。
マハとの決戦を終えた後は、最後の燃料を使って、アフランシとエヴァリーを乗せバイエルンの地からイギリスに渡る。機体はアイリッシュ海を渡り終えた所で、アフランシにより灰色の海へ投棄された。
ラジオドラマ
島で追い詰められていたアフランシを救うため、ジョーが出撃させるのが初登場。直後には追撃に現れた攻撃ヘリを撃墜する。また、アフランシが初めて搭乗する機体である。その後、ホンコンからアフランシとともに宇宙へ上り、ヘラスでの一件の後大気圏突入を阻止すべく出撃するものの、作戦は失敗し、そのままマハを追撃する。当初はファンネルを装備してサイコミュを発動させたウルに初めて敗北するものの、修理すると同時に本機もファンネルを装備し、直後の戦闘で借りを返す。さらにジャンウェン・フーが駆るギッズ・ギース隊、ウルのブロン・テクスターとの最終決戦にも勝利し、因縁に決着をつける。

#### 機体バリエーション（ガイア・ギアα）
ガイア・ギアα試験機
本編未登場。
ガイア・ギアαのトランスフォーム・デモンストレーター。各種の性能評価のため2機が製作され、変形機構のテスト等を行っている。この時点では頭部にハイ・メガキャノンの搭載が予定されていた。
ガンダムタイプの特徴である頭部の2本のアンテナと、トリコロールのペイントに設計者の意思が見て取れる。
ガイア・ギア雷電
本編未登場。
サウンドシアター全巻購入特典の小冊子「VIEW OF THE MANMACHINE」に収録。
ガイア・ギアαの大気圏内での戦闘能力を向上させたもので、ステルス性が付加されている。また、ミノフスキー・スラスト・ブースターを装着し、大気圏離脱できるなど、マンマシーン形態より変形後の性能向上に重点が置かれているという。

### ゾーリン・ソール
「シャア存続計画」を推進するズィー機関（のちのメタトロン）によって、ホンコンの廃ビルにモスボール状態でほぼ一世紀に渡って隠匿されていた機体。アナハイム・エレクトロニクスが開発した第5世代モビルスーツの発展型で、U.C.110にロールアウトされた。その開発経緯は不明だが、バアム・ゼーゲンの言葉を借りるなら「アフランシのために用意された遺産」である。
もともとはモビルスーツとして開発された機体で、メタトロンに収容されてからは改修が施されてマン・マシーンとして運用されることとなった。マン・マシーンとしては既に旧式の部類に入るが、その堅実な基本設計を活かして機体アビオニクスの換装、サイコミュの調整等の改修を幾度も受けており、新型機種と比べても遜色のない性能を持つ。ただし、メタトロンの制式機種ではないため、整備が完璧でない状態のまま終盤まで運用された。
改修前の機体の特徴を受け継ぎ、小型化されたミノフスキー・クラフトと、その発展技術であるミノフスキー・バリアー、そして機体の操縦性を高めるサイコミュとオールレンジ攻撃が可能なファンネルを搭載した高級機である。特にミノフスキー・クラフトとミノフスキー・バリアーは、システムの大部分を共用できることから、ガイア・ギアαやブロン・テクスターにも搭載され、この時代の新型マン・マシーンには不可欠と言ってもよい機能である。
20メートル級の機体サイズにもかかわらず、ミノフスキー・クラフトを搭載することから、シャア・アズナブルやアムロ・レイが活躍した時代よりはずっと後に作られた機体であることがわかる。地球で使うことを想定したミノフスキー・クラフトは繊細で、しかも宇宙空間でも使える。しかし純粋な戦闘マシーンとして考えた場合、その汎用性は決して良いこととは言えない。
ジオン軍系の機体だが、連邦軍製MSを参考にしてるところも多い。操縦形式はアーム・レイカー。戦闘時は強力な閃光に対しては、ディスプレーのフィルターが減光する。
最新のマン・マシーンが高速戦闘に重点を置いているのに対し、設計が昔のものであるおかげで細かい動きがマン・マシーンよりも正確である。ただし若干遅れる。
オプションとしてドライブユニットがあり、瞬間的な運動性と巡航性能の向上が可能だが、使い終わったあとの投棄が困難であるため、デッドウェイトとなる可能性がある。
開発経緯
U.C.0093年の「シャアの反乱」以降に開発されたペーネロペー、Ξガンダムといった一連の第5世代モビルスーツと呼ばれる機種の発展型として、アナハイム・エレクトロニクス社主導で開発された。サイコミュ、ファンネル、ミノフスキー・クラフト、ミノフスキー・バリアーといった当時の最先端技術を全て盛り込んだ、量産性を度外視した超高級・高性能機である。開発には莫大なコストがかかったが、それゆえに完成から1世紀近く後のマン・マシーンと比較しても決して引けを取らない性能を有する優秀な機体となった。
U.C.0105年の「マフティー動乱」以降、反地球連邦政府運動も表面的には沈静化し、大きな戦乱の無い状況の中で、新型機の開発計画は縮小される傾向にあった。にもかかわらず、このような機体の開発が行われた裏には、ズィー機関による連邦政府、アナハイム社双方への働きかけがあったとも言われる。事実、ゾーリン・ソールの開発時期にあたるU.C.0110年頃には、モビルスーツの運用コストの増加から機体の大型化や高級化に対して見直しを図るべきとする意見が連邦軍内でも主流となりつつあり、これ以降、こういった超高級機の開発はかなり長期間にわたって中断している。また最終的には試作にとどまり、制式採用は見送られていることから、この機体の開発自体が「シャア存続計画」にプログラムの一環としてあらかじめ組み込まれていたというのもあながち穿った見方とは言えない。
型式番号はグリプス戦役下に存在した地球連邦軍のモビルスーツであるガブスレイと重複しているが、直接的な関連性は皆無であると思われる。グリプス戦当時とはナンバリングの法則が異なり、この機体の場合は第一次ネオ・ジオン抗争以降の法則に則り、ロールアウトした宇宙世紀110年から取られている。
機能
ミノフスキー・クラフト
暫定的ながら反重力を発生させることが出来るため、バーニアの併用だけでサブフライトシステム（SFS）を使わずに大気圏内での自力飛行が可能となっている。
ミノフスキー・バリアー
ミノフスキー・クラフト搭載ヘリの攻撃に対して使用。使用するゾーリン・ソールを中心にして真円に近いものを発現させ、ホーミング・ミサイルを無効化させる。
武装
標準装備を除いた武装について解説する。
ゾーリン・ファンネル
νガンダムに装備されていたフィン・ファンネルと同様のものであるが、構造的にはより進歩しており、機体もさらに小型化されている。シールドの裏に2基収納されている。
ロング・フィン・ファンネル
両肩と背中、および腰に計5基セットされている。通常のものと比べ、航続距離の延長が図られているのが特徴。
ファンネル・ミサイル
腰部周りに左右6基ずつセットされている、大気圏内用ファンネル。
シールド
ミノフスキー・バリアーを装備するゾーリンソールのシールドは、防御用の盾としての役割は補助的・付属的なもので、ファンネルを回収してエネルギーチャージを行うための補助ジェネレーターを内蔵するファンネルラックという性格のものであり、むしろ攻撃用の兵器としての機能がメインである。そのため非常に高価なものであり、通常の使い捨てのような使い方はできない。装備時には腕のサブ・スタビライザーを下のブロックごと取り外してセットする。
Pak43A エレクトロ・ケミカルガン
装甲貫徹力の高いMS-HEAT（Multi Step-High Explosive Anti Tank：多段成形炸薬弾）を、液体炸薬に大電流を流すことで発生するプラズマの膨張圧と炸薬本来の爆発力により、超高初速で撃ち出す電熱化学砲の一種で、電磁誘導による加速も行うハイブリッド方式。本体の上下に開く部分は、砲身の強制冷却と余剰電力の放電用。
劇中での活躍
小説版
香港にある、バアム・ゼーゲンの会社が管理しているビルに隠されていた。バアムの手により、アフランシ・シャアに譲渡され、初搭乗の際にはエヴァリー・キーと同乗し、ホンコンの街の中、マハのミノフスキー・クラフトヘリと接敵する。アフランシはヘリコプターの追跡を振り切ると、ホンコン島を超えて、北に上って小さな島に降りエヴァリーを降ろす。ガイア・ギアαがロールアウトし、アフランシがそちらを専用機とした後はオールドタイプでも扱えることと、相性を買われメッサー・メットが搭乗する。彼のリーダーシップと合わせメタトロンの主力となるが、ホンコン・マハのギッズ・ギースを迎撃した際に左腕部を破壊される。旧式のため予備部品や支援物資でも修理できず、部隊内に放棄されていたところ、ジョー・スレンがクリシュナ・パンデント捜索のため独断で発進する。首尾は果たすものの、帰投途中、ウル・ウリアンのギッズ・ギースと遭遇し、圧倒的な性能差により一方的に追い詰められる。ジョーの思いきった作戦とウルの油断により逆にチャンスを得て仕掛けるが、あと一歩のところでビームライフルでコクピットを焼かれ、撃破される。
ラジオドラマ版
クリシュナ救出に向かったアフランシらが操縦するガウッサを援護すべくケラン・ミードが搭乗するのが初登場。直後にシャア・アズナブルのメモリー・クローンとして覚醒したアフランシが乗り換えて当機を駆り、多数のマン・マシーンを相手に圧倒するが、その際にケランは機体カラーリングと合わせ「赤い彗星」と評する。その後はケランの搭乗機となるが、ウルが操縦するブロン・テクスターのファンネルからジョーのドハディをかばい、撃破される。
設定の変遷
1987年の雑誌『月刊ニュータイプ』での小説「ガイア・ギア」連載時、機体設定や小説内での描写ではモビルスーツという扱いだった。文庫化されると、1巻ではマン・マシーンと書き換えられたが、2巻では旧式のモビルスーツという記述で、文庫内でも表記のブレが見られる。
1991年の『月刊ホビージャパン』では、第5世代モビルスーツの発展型という設定が追加された。

#### 機体バリエーション（ゾーリン・ソール）
ゾーリン・ソール（改修前）
デザインを手がけたのは佐山善則で、改修後よりジオン系MS色の濃いデザインとなっている。
モビルスーツとして開発され、幾度も改修が加えられたという設定。第5世代モビルスーツの発展型という設定もある。
その生い立ちから、ジオン系と連邦系をあわせたようなデザインとなっている。頭部は側面からはシャア・アズナブル最後の搭乗機サザビーに、正面からはガンダムタイプに見える。
機体のカラーリングはベージュ。
小説登場時には仏像の手に似たマニピュレーターをしていると描写されている。
ゾーリン・ソール（改修後）
デザインは伊東守で、佐山のデザインを基に描かれた。全体的に改修前よりガンダムに近づいたデザインとなっている。
大幅な改修を施され、分類はマン・マシーン。
機体のカラーリングは赤系統のスカーレットとホワイト。

### ドハディ
メタトロンの量産型マン・マシーン。偵察用として開発されたが、偵察機には極めて幅広い任務が与えられるため、その厳しい要求に応えるためにモジュール式のバックパックを採用。多方面にわたるオプション・ユニットを開発・配備することで驚異的な多機能性を実現している。
超高級機であるガイア・ギアαを開発したあと、戦力で劣るメタトロンが限りある予算でマハに数で対抗するために必要としたのは、あらゆる条件下において使用可能で、かつ生産コストの低いマン・マシーンであった。その結果開発されたドハディ・シリーズは、シンプルで堅牢な機体構造にメンテナンス性の高さ、そして汎用性の高さが特徴であり、充実したオプション装備類を用意することで様々な用途に低コストで対応することができる。
汎用性に優れる分、戦闘に特化したマハの新鋭マン・マシーンには火力や運動性で劣る面もあるが、メタトロンはその差をパイロットによって補っている。
オプション・ユニット
ドライブ・ユニット
コア部分に仮想反転地場の応用によって従来より2桁大きなオーダーのパルス地場を形成する最新理論が応用されたドライブ・ユニットは、従来型より機動性が大幅に向上している。

#### 機体バリエーション（ドハティ）
ドハディDh-3b
本来、偵察用に開発されたドハディの装甲とパワーを強化、一応前線での任務もこなせるようにしている。多少機動性は犠牲になったが、その分戦闘力は増している。

### ガイヤス
メタトロンの量産型マン・マシーン。ガイアスとも呼ばれる。試作機として製作されたガイア・ギアαの機能を整理し、戦闘に特化させた機体。ガイア・ギアの戦闘データを元に機体各部の装甲が増強され、武装の強化が図られている。またジェネレーターもより強力な2次反応炉型となっている。
メタトロンは当初、偵察用として開発したドハディにさまざまなオプション・バックパックを用意して運用していたが、やはりマハの新鋭機との戦力差は埋められなかった。メタトロンはそれを解消すべく、ガイア・ギアαの高コストでメンテナスも煩雑なサイコミュ・システムやフライング・フォームへの変形機構を排除して機体構造を簡略化し、その代わりに火力や出力を向上させた量産機として当機を開発した。その結果、ガイヤスの戦闘力はガイア・ギアαと同等かそれ以上のものとなっている。
劇中での活躍
小説
第三波の増援として地球に降下し、アフランシの部隊と合流する。最終決戦ではブノアが部隊を率い、マハ旗艦のマハ・ゲイジスを撃沈する。
ラジオドラマ
ホンコン・マハのギッズ・ギース部隊に立ち向かうべく、ジョーが搭乗する。弾薬が尽き、最後の手段として敵機を抱えたまま地上に激突、相打ちに持ち込む。

### マザー・メタトロン（三十一の二乗、Thirty-One Square）
メタトロンの拠点となる宇宙戦艦。
全長300m、長楕円形スケルトン構造の船体はエンジン部とクルー・セクションの分離を目的としている。色々な艦艇を繋ぎ合わせて建造された結果、その肢体は優美だが、2隻の船を繋ぎ合わせているように見える。その特異な形状からか、バリアーは張れない。横から見ると三角形の底辺に二本の放熱フィンを伸ばしていように、正面から見ると楕円のリングが三基のメイン・エンジンと四門のメガ粒子砲を支えていよるように、見る角度によって全く違った艦形に見える。3基のエンジンは全て同じ構造をしていて、発生したエンジン排熱は赤外線として放熱板から放出される。
艦前部にカタパルトを装備していて、マン・マシーンを射出する、ただし、マン・マシーン搭載基数の制約から、本格的な空母のように運用する事は出来ない。ECM、ECCM用のアンテナを装備している。ナビゲーション・ブリッジでは、タスクフォース用データリンクを使った管制システムが用いられる。下部の予備ブリッジでは、ナビゲーションブリッジのインター・フェスを使用していて、同等の機能を持っている。
元々は「三十一の二乗」のコード・ネームで呼ばれる基地において、コロニーの残骸の中に埋まるように係留されていた戦艦で、戦艦としての名前も「三十一の二乗」だった。ズィー機関に迎えられ総帥となったアフランシ・シャアにより「マザー・メタトロン」と改名された。
武装
ハイパー・メガ粒子砲
対要塞/対艦用として、マザー・メタトロンの武装の中では、最も強大な威力を誇る。
対艦用メガ粒子砲
大型・大威力の粒子砲。
対機動兵器用粒子砲
小型で小回りが利く粒子砲。
劇中での活躍
オープン・タイプのスペース・コロニーを輪切りにしたような、直径3km、厚みは数100mはある残骸の隙間に、係留された状態で登場。古い殻を忘れる為、アフランシによって「三十一の二乗」から「マザー・メタトロン」へと改名した戦艦は、マハに捕らわれたクリシュナ・パンデントを救出する為、コロニーの残骸からその巨体を離し、サイド2のコロニー「ヘラス」へ向け出航した。接近したマザー・メタトロンに緊張した連邦軍の艦艇により、数条のビーム攻撃を加えられるが、幸い全弾外れ被害はなかった。戦いの口実が欲しい地球連邦軍とマハの意図を理解したアフランシの命令により、ヘラスにビームを1射すると、十ほどの農業コアを撃破する。アフランシがクリシュナを保護し作戦目的を果たした後は、マン・マシーン部隊を収容して、地球連邦軍の追尾を振り切る。そして次の拠点である「三十一の三乗」に直行する進路を取った。アフランシ達部隊を送り出してからは、静止衛星軌道上を回っていた。マザー・メタトロンとレーザー通信を行うには、交信時間が極度に限られており、日毎に変わる暗号コードによって交信するので、事前にいくつかの問答集を作成してコード化されていた、

### エア・フォース
マン・マシーン用の大型スペースシャトル。マン・マシーンの運用上、最もネックとなるのは貧弱な移動性であり、それを補うために一般的には空母が必要とされる。しかし、ローコストな量産型マン・マシーンは単独での大気圏突入能力を持たず、大型で大搭載量の空母では大気圏をまたいだ作戦は困難である。そこで必要とされるのが、量産機の大気圏突入を支援しつつ地球上では航空母艦としても運用できる大気圏内での飛行能力も有したエア・フォースのような宇宙往還機である。
マン・マシーン支援機として開発されたエア・フォースには、フレキシビリティの高い収容アームが装備され、自在にマン・マシーンを収容することができる。しかし、戦闘中の機体を空中で収容するというような過酷な事態は想定されておらず、強度的余裕をもって設計されたアームも、実際には性能的限界点で使われている。
失速特性を向上させる為、主翼に前進翼を採用。尾翼は、大型貨物室から発生する乱流の影響を避ける為、後方へ大きく張り出している。純粋なスペース・キャリアーである為、デッキ部分だけが頑丈な装甲で、他の部分は小銃の一発で穴が空くような代物である。
同型機
エア・フォース1
機長はマドラス・カリア。
ジェラン・アルサに命令されたクリシュナ・パンデントがビューシング・ナッグのバルカン砲を発射。機体後部に命中し、撃破されてしまう。
エア・フォース2
機長はロドリゲス・カロス。
エア・フォース3
武装
ビーム・キャノン
エア・フォース唯一の武器。マドラスの搭乗していたエア・フォース1はガウッサの編隊に向かって扇状にビームを発射、数機が撃墜され核融合炉が爆発した。

### その他の兵器（メタトロン）
スパシアス号
メタトロンの工作船として使われていた鉱物運搬用宇宙船。数本のコンテナ・アームを持ち、伸縮性を持つプラスチック製の鉱物収納コンテナを接続させて曳航する。遠目からは膨らませた風船を引っ張る曳き船にしか見えない。
マリオン・スラグ
小型宇宙艇。
ヴァルキュリャ
海上輸送船。
エレカ（バイク）
二輪車として開発されたエレカ。

## 地球連邦軍・マハ

### ガウッサ
地球連邦軍の制式採用機で、マハも使用する主力マン・マシーンである。ロールアウトから相当数が生産され、連邦軍内で広く用いられている。ガゥッサとも表記される。機体カラーはブルー。ロールアウトは型式番号から宇宙世紀190年と推測される。
運用上はかつてのジム系モビルスーツに相当する機種であるが、全く新しいコンセプトに基づいて開発された新世代の汎用量産機である。連邦軍から示された「全領域型の安価な汎用機」という注文に対し、開発スタッフの出した解答は「機体自体は各種オプションのコアとしてシンプルで拡張性の高いものにし、用途に応じて必要な装備に換装する」というものだった。そのため、当初から多数のオプションが同時開発されており、まさに全領域型汎用兵器システムとも呼べるものになっている。その結果、ガウッサの開発費は予想外に高くついたが、このシステムにより様々な用途に対し従来の専用機並みの性能を持たせることが可能になり、最終的には極めてコストパフォーマンスの高い機種となっている。オプションのシステム化はまた、無秩序に多種多様化した各種武装や、SFS等のマン・マシーン支援用周辺機器類を統合・合理化することで運用コストを軽減するメリットも生むことになった。
幅広の胴体とフルフェイスヘルメットのような形状の頭部を持ち、全体的に丸みを帯びたフォルムとなっている。盛り上がった両肩に守られた頭部はセンサー・ブロックとなっており、ゴーグルの奥に各種モニター&センサーがある。ボディは胸から肩、バックパックまでが主動力部のエンジン・ブロックとなっており、球体で構成されたコックピットブロックを取り巻く様に動力部と装甲がレイアウトされている。
機能
コックピット
全天周囲モニターを採用し、ハッチの前には帯状のシールドがある。
操縦系には、技術的に完成され信頼性の高いリニアシート方式が採用されている。
コンソールやディスプレイは合理化が徹底され、極めてシンプルな設計となっている。情報投影用のHUDも見やすいように工夫がされており、全身に取り付けられたカメラアイとセンサーがとらえた映像はコンピュータ補正をかけられてモニターに投影される。
オプション・ユニット
ロングレンジ・ドライブユニット
戦闘空域における航続距離を延ばすための大型のブースターユニットで、従来使用されていたSFSに代わるものとして、ガウッサ開発当初から用意されていた。フライト時にはガウッサはユニット下部に水平にジョイントされる格好になる。
大気圏内用ミノフスキー・ドライブユニット
ガウッサには大気圏内での飛行能力を持たせるための装備としてミノフスキー・ドライブユニットが用意されている。極めて汎用性の高いユニットで、ほとんどの機種に装着できる。
ミノフスキーフライト機能も備えているものの、ガイア・ギアαのような本格的ミノフスキーフライト機に比べるとその能力は数段劣る。
翼状のエンジンブロックとテールスタビライザーで対のシステムになっている。
武装
ビームライフル
重金属粒子を高速で撃ち出すビーム兵装。右腕の上腕部にマウントされている。
サンドバレル
対マン・マシーン用に開発された散弾兵装で、砂状の重金属粒子を詰め込んだ弾丸を撃ち出す。両腕に発射口が備わっている。
シールド
先端に鋭い刃を持つ。左腕の上腕部にマウントされている。
カギ爪
足首から先は4つのカギ爪で構成され、つま先とカカトは小惑星の表面をつかめる設計となっている。
MBR-196 メガビームランチャー
UM-190B.II用に機体と同時開発された新式メガビームランチャー。
メガコンデンサーを内蔵しており、長距離射撃には不向きだが破壊力はハイメガキャノン並みである。
連邦軍の規格に統一されているので他のマンマシーンでも使用可能。威力の割りに使い勝手が良いため、ホンコン・マハの新型機ギッズ・ギースの標準装備としても採用されている。
劇中での活躍
小説版
2機のガウッサは、ミノックスに攻撃をしかけていたケラン・ミードの搭乗するガイア・ギアαに襲いかかる。サイド2のコロニー「ヘラス」内でサンドバレルやビームライフルを使って、激しい戦闘を繰り返すが、ジョナサンの乗った十八番機が偶然ビームライフルの直撃を受けて街の区画を避けながら機体が転倒した。機体の上体を起こそうとするが、実戦経験がほとんどないジョナサンは、迂闊にもコックピットハッチを開いたままにしておいたので、アフランシに拳銃を突き付けられ機体を奪われてしまう。ガウッサを乗っ取ったアフランシは、もう1機のガウッサに「動けば撃破する、コックピットから脱出する時間を10秒与える」と勧告したが、愚直なマニュアル思考しか持っていない連邦軍のパイロットはそれを聞かず襲いかかってきた。アフランシはガウッサのビーム・ライフルを一射して、敵機のビーム・ライフルを使う右側の腰部を狙撃した。その閃光は、アフランシの再生、ひょっとしたらシャア・アズナブルの神話の復活を告げたのかもしれない。ビームの直撃を受けた敵のガウッサは腰部が抉れ、シールドが剥がれ、右腕が使えなくなり無力化された。

#### 機体バリエーション（ガウッサ）
ガウッサ UM-190B.I
ガウッサのバリエーション機（開発コード：L.13/38）。
連邦軍の要求に応えるかたちでUM-190のアビオニクスを一部変更したタイプであり、外観上の変化はほとんどない。
配備時は便宜上、UM-190Aと表記されたが、のちにUM-190B.Iに変更されている。
機体塗装にはいくつかのパターンが存在する。菫色の月機動艦隊所属機もその一つ。
ガウッサ UM-190B.II
ガウッサ性能向上型（開発コード：L.13/41）。
対メタトロン用にガウッサを出力及び航続性能向上を中心に強化した機体。反地球連邦運動の高まりに危機感を抱いた連邦軍（マハ）の改良強化計画に応えるかたちで設計された。機体カラーはオレンジとホワイト。
外観上の主な変更は、①ジェネレータ出力のアップとそれにともなう胸部冷却システムの強化のために胸部左右に増設された2基のジェネレーターとベンチレーター、②2倍以上に大型化されたバックパックと、そのエンジン冷却用に腰アーマー上部に設置された強制排熱ダクト、③自重増加による各駆動系の強化のために換装された脚部パーツ等である。
バックパックは従来の標準装備であるVOE-011から同時開発のVOE-R101に換装され、基本装備状態での航続距離・推力ともに向上している。
機体アビオニクス全体の30%以上が何らかの変更を受けている。

### ブロン・テクスター
地球連邦軍およびマハの量産型マンマシーン。ガウッサの旧式化に伴ってマハが開発した新鋭機で、戦時での運用を考えて装甲が大幅に強化された設計となっているのが特徴。しかし機動性は犠牲にしておらず、特に旋回性能は背面ウイング先端にバーニヤを取り付けることによって高い水準を維持している。
機能
ミノフスキー・ドライブ
量産型はミノフスキー・ドライブによる大気圏内での飛行能力を持つ。
ウェイブライダー
量産型は単独での大気圏突入を可能とするウェイブライダー形態への変形機構も有する。ただし装甲の強化に最重点を置いて開発されたため、ガイア・ギアαのような飛行モードへの変形能力はない。機体単体で大気圏突入モードに変形することもできず、制動ボードの装着が必要となっている。
サイコミュ・システム
量産型はサイコミュを登載することで操縦性が飛躍的に向上すると同時にオールレンジ攻撃の可能なファンネルの装備も可能となっている。
ψ-サイクル核融合炉
核融合を用いているとはいえ基本的に熱サイクルに頼らねばならないため、現行の機関では熱効率に問題があったが、ψ-サイクル融合炉を使用する事でその問題点を克服。従来型に比べて体積比でジェネレーター出力が35%も向上した。
武装
肩部シールド
ミサイルやシールド・ファンネル射出装置を兼ねている。
メガ粒子砲
横置きにマウントされており、機体の姿勢を考える必要なく使用が出来た。
劇中での活躍
小説
クリシュナ奪還を図るメタトロンを迎撃する際、ウル・ウリアンが試作機をダーゴル大佐から受領し出撃する。直のちの戦闘でガイア・ギアαにわずかな損害を与えるものの、右腕部を破損。修理が完了した後は大気圏突入するガイア・ギアαを追い地球へ降下し、メタトロン側に多大な損害を与える。その後ホンコン・マハの技術により改良型へと変貌を遂げ、初陣ではボーズ戦隊を殲滅するも、ウルの油断により援護にきたメッサー・メットの小隊に鹵獲される。メタトロンではメッサーが搭乗し、敵味方識別装置を地球連邦軍のコードに合わせて発振したまま突入、ホンコン・マハのコイターペイを撃沈するなどの働きをみせるが、最終決戦でかつての愛機の機体特性を熟知している、ウルのギッズ・ギースに撃破される。なお、当初の機体色は赤だが、メタトロン側によって青に再塗装される。
ラジオドラマ
機体色の違う2機が登場し、青がウル機、赤がレイラ機となっている。原作とは違い、ウルは最期までこの機体に搭乗する。

#### 機体バリエーション（ブロン・テクスター）
ブロン・テクスター前期量産型（プロダクション0シリーズ）
マハの開発したマン・マシーンのプロトタイプ。先行量産型の試作機ではあるが、機能そのものは既に量産型並みとなっている。頭部に付けられた4本のセンサーはアンテナで、索敵・航法に使用される。
ブロン・テクスター量産型
実戦投入されて評価試験が続けられていた試作機のデータを元に、優秀な機体設計はそのままにさらなる装甲が施された機体。
量産型への移行に際して機体各所に装甲の追加や改修が加えられたため、一見しただけではとても同じ機体とは思えないほど外見が変化しているが、強固な防御力とパワーはそのまま受け継がれている。
両肩に取り付けられたシールドはミサイルの発射装置も兼ねており、改良後はファンネル・ミサイルの発射装置となる。
性能的には試作機を上回るが、生産コストは他の量産型に比べて非常に割高となっている。
ブロン・テクスター改良型
ブロン・テクスターをチューンナップした機体。ウル・ウリアンが搭乗する。
改修点として①機体背部のメーン・ジェネレーターを1基から2基に増設、②新たに搭載されたメガ粒子砲を機体左方に横置きにマウント、③改良型ミノフスキー・クラフト・ユニットを搭載、④脚部アクチュエーターの出力強化、⑤肩部にシールド・ファンネル射出装置を装備、などが挙げられる。またそれに加え、ψ-サイクル・ブースターの装備や各部関節アクチュエーターの強化が行われた。

### ギッズ・ギース
ホンコン・マハにより独自に開発された新型マン・マシーン。
この時代、地球は重工業およびそれに付随する先端技術に関しては後進の地であると考えられていたが、 ホンコン・マハが突如として送り出したこの機体は、そんな偏見を打ち砕く高性能機だった。このことからも、環境保全のために存在しないことが建て前の地球上の工業生産力が意外なほど高い水準にあることがうかがえる。
実戦的な設計思想に基づいた強固な装甲による重厚な外見に反して、非常に高い機動性能を持つ。高性能のミノフスキー・フライト・デバイスを装備し、非変形ではあるが空戦能力にも優れている。武装はファンネルに加え、携行武器としてガウッサ用に開発されたMBR-196メガビームランチャーを装備し、火力も非常に高い優秀な機体である。
機能
サイコミュ
搭乗者は戦闘中、サイコミュの端末から敵の思惟を感知できる。
ψ-サイクル核融合炉
ヤン教授が提唱した“虚軸鏡像理論”に基づいて開発された新技術を応用した核融合炉により、MM用の新ジェネレーターは従来型に比べて体積比で35%も出力の向上に成功した。この新型ジェネレーターによって、ギッズ・ギースは革命的なマン・マシーンとなった。
劇中での活躍
小説
相当数が量産されており、ダーゴル大佐の要求によりホンコンから出動する。ジャンウェン・フーが部隊長となり6機編成で出撃、メタトロンの部隊と接触後、出会い頭に3機のドハディを撃墜し、ゾーリン・ソールの左腕部を損壊させるものの、ガイア・ギアαの反撃に会い、3機を撃破され撤退する。その後のメタトロンとの戦闘でも、交戦中に敵側の第三波の来襲を受けまたも撤退、最終決戦ではザルツブルク上空でメタトロンと交戦するが、部隊長のジャンはレエ機と交戦中、ガイア・ギアαの攻撃を受け、撃墜される。また乗機を鹵獲されたウル・ウリアンがこの機体を与えられ、ジョーのゾーリン・ソール、奪われたメッサーのブロン・テクスター改良型を撃破するなど活躍するが、これも最終決戦においてガイア・ギアαに撃破される。
ラジオドラマ
同じくホンコンより出動、ジャンウェン・フーが率いる。統率の取れた攻撃で攻撃を仕掛けるも、アフランシのガイア・ギアαの前にことごとく撃墜される。

### マハ・ゲイジス
マハの旗艦として運用される主力艦級の巡洋艦。大気圏突入能力を有し、ミノフスキー・ドライブによる疑似反重力効果によって地球上でも行動可能な多機能艦。厳しい管制の下、敵であるメタトロンや一般市民などにほとんど知られる事無く、サイド2のコロニー「ヘラス」で建造された。艦長はハリー・スェームズ。
特に強固な敵防御網の突破を考えて開発された艦であるため、船体からは夥しい数のRCM（対光電波妨害）用アンテナが突き出している。また防御を強化するために新兵器のFEB（フィールド・イフェクト・バリアー）を装備している。メタトロンによる通常ミサイル爆撃の際に使用され、ビーム・バリアーを展開することでミサイルの直撃と至近距離の爆発から艦を守る事が出来た。
劇中での活躍
小説
マハの指揮官ダーゴル大佐が座乗するが、最終決戦においてプランシー湖付近でメタトロン・ブノア隊の攻撃によって僚艦コイリューの爆発に巻き込まれ、轟沈する。
ラジオドラマ
アフランシのガイア・ギアαによるファンネル攻撃で撃沈される。その際、ダーゴル大佐は座乗していない。

### その他の兵器（地球連邦軍・マハ）
クエゼリン
マハの主力巡洋艦。船体が戦闘ブロック・マン・マシーン・CIブロック等を独立したモジュールとして構成されている。この結果、敵の攻撃による被害に強い艦となっている。空母ほどではないがマン・マシーンの運用能力を持ち、大気圏内での運用も可能である。
コイターペイ
ホンコン・マハ所属のコン級マン・マシーン用空母。マン・マシーンの戦略機動能力の不足を補うために新時代のマン・マシーン用母艦として開発された汎用小型空母。最新型だけに多くの技術的特徴を有するが、その最大のものはクラスター・モジュール式の船体構造である。この方式は大量生産向きであるばかりでなくアップデートも容易で、戦闘時の損害を極小化する意味でも最適である。
ホンコンよりギッズ・ギースを搭載して出撃するがミュンヘン防衛戦でメタトロンに鹵獲されたブロン・テクスターの動きに惑わされ、敵味方識別が遅れて撃沈される。
コイリュー
コン級マン・マシーン母艦。最終決戦でマハ・ゲイジスの僚艦となるが、待ち伏せしていたブノア隊に至近から船底に攻撃を受け、マハ・ゲイジスを巻き込んで轟沈する。
ビューシング・ナッグ
マハが地球侵攻用に開発していたマン・マシーンの整備のための後方支援用車両。3機分のマン・マシーン整備用デッキを装備している。
ミノックス
スペースコロニー内の空域制圧を目的に開発された航空機。偵察および爆撃に使用される地球連邦軍マハの秘密兵器。胴体をリング状のミノフスキー粒子発生フィンで囲んだ特異なフォルムが特徴で、重力空間では抜群の運動性能を誇る。
有人飛行だけでなくリモートコントロールによる無人飛行も可能で、攻撃対象をセットして無人機として自動追尾させることもできる。
ミノフスキー・クラフト・ヘリコプター
ホンコン・マハの保有する攻撃型ヘリコプター。武装はホーミング・ミサイル。